# Edenderry (Irland)
Edenderry (Irland) (Irsk: Eadán Doire) er en irsk by i County Offaly i provinsen Leinster, i den centrale del af Republikken Irland med en befolkning (inkl. opland) på 5.888 indb i 2006 (4.559 i 2002) 